# Al-Ándalus (Kuwait)
Al-Ándalus es un área de la gobernación de Farwaniya en la ciudad de Kuwait. Fue nombrado por el histórico territorio Al-Ándalus.
La región se estableció en 1970. Su población en 2020 era de 50.773.